# Иоланда де Лузиньян
Иоланда де Лузиньян (фр. Yolande de Lusignan; 24 марта 1257 — сентябрь 1314) — дама де Фужер, наследница графств Ла Марш и Ангулем.
Дочь Гуго XII де Лузиньяна, графа де Ла Марш и д'Ангулем, и Жанны де Фужер. 
Около 1273 унаследовала от матери бретонскую сеньорию Фужер. Брат Иоланды, Ги I де Лузиньян, завещал ей 22 сентября 1304 владения дома Лузиньянов, но после его смерти в 1308 Филипп IV Красивый решил присоединить эти земли к королевскому домену. Еще в 1301 он дал в долг графу Гуго XIII крупную сумму под залог графств, что позволило ему претендовать на наследство, которое оспаривалось несколькими претендентами. 
Вскоре после смерти Ги, обвиненного в измене, Филипп конфисковал Ла Марш и Ангулем. В 1308—1309 король Франции с помощью различных финансовых операций выкупил права наследования у сестер Иоланды — Жанны де Лузиньян, Марии, графини де Сансер, а также у Эмара де Валанса. С Иоландой был заключен договор, по которому она сохраняла узуфрукт с Ла Марша и Ангулема. 

## Семья
Муж 1) (1267): Эли Рюдель, сеньор де Понс (ум. после 8.1290)
Дети:
- Рено IV де Понс (ум. до 1308), сеньор де Понс и де Бержерак
- Жермазия де Понс (ум. до 1307). Муж (1298): Эмери XI, виконт де Рошешуар (ум. 1306)

Муж 2): Роберт, сеньор де Мата